# 爆笑100分テレビ!平成ファミリーズ
『爆笑100分テレビ!平成ファミリーズ 』（ばくしょうひゃっぷんテレビへいせいファミリーズ）は、2007年10月7日から2008年3月30日まで日本テレビ系列で毎週日曜11:45 - 13:25（JST）に放送されていたトークバラエティ番組である。
家族をテーマとし、レギュラーやロケ出演者（準レギュラー）は家族の設定。ゲストも、本物の家族（親子）が登場した。

## 出演者

### 平成家（レギュラー）
- 父・平成一機：小堺一機 - 総合司会を兼任。

3兄弟の父親で部長クラスのサラリーマン。家族にはパパと呼ばれている。3兄弟と隆が居ないところでは、みきにダーリンと呼ばれている。
- 母・平成みき：真矢みき - アシスタントを兼任。

3兄弟の母親で外資系の大手企業に勤めるOL。日曜日によく出かけて家にいない事が多い。家族にはママと呼ばれている。3兄弟と隆が居ないところでは、一機にハニーと呼ばれている。
- 居候人・隆：藤井隆

平成家に居候している、ケーブルテレビのディレクター。みきの弟で3兄弟の叔父。義兄・一機には、よく思われていないため、悪口を言われるが3人の甥とは仲良し。
- 平成3兄弟：Hey! Say! JUMP
  - 長男・平成裕翔：中島裕翔

隆の隣のソファーに座る。
  - 次男・平成涼介：山田涼介

カーペットに座る。時々龍太郎と場所を交換する。
  - 三男・平成龍太郎：森本龍太郎

カーペットに座る。時々涼介と場所を交換する。

山田より中島の方が誕生日が遅いが身長の関係上、中島の方が兄となる。
- 愛犬・金太郎：♀。3兄弟には「金ちゃん」と呼ばれている。

第1回放送で、ソファーの上でお漏らしをしてしまった。
父親役の小堺と母親役の真矢と居候人役の藤井は3人とも閏年生まれである。また、藤井は後番組『SHOWはHey! Say!』のメイン司会（クイズパートの進行役）に格上げされた。

### 近所の家族（準レギュラー）
腹ペコ家族
- いつもお腹がすくグルメ系家族。
  - 父：渡辺徹
  - 母：竹内都子
  - 息子：脇知弘
  - 娘：江口佑香

セレブ家族
- エレガントな家族。
  - 父：石田純一
  - 母：西川史子
  - 息子：東貴博（Take2）
  - 娘：木村えり花

ラーメン家族
- ラーメン好き家族。
  - 父：野口五郎
  - 母：松本伊代
  - 息子：渡部建（アンジャッシュ）
  - 娘：浜田翔子

節約家族
- 貧乏な家族。奇妙な格好をしている。
  - 父：酒井敏也
  - 母：奈美悦子
  - 息子：田村裕（麒麟）
  - 娘：山内菜々

外国人家族
- 外国人の家族。
  - 父：ボビー・オロゴン
  - 母：フィフィ
  - 娘：チェン・チュー

スイーツ家族
- スイーツ好き家族。
  - 父：芝田山親方
  - 長女：はるな愛
  - 次女：村上知子（森三中）
  - 三女：長崎莉奈

アキバ家族
- アキバ系家族。
  - 父：寺門ジモン （ダチョウ倶楽部）
  - 母：いとうまい子
  - 息子：千原ジュニア （千原兄弟）
  - 娘：時東ぁみ

ディズニー家族
- ディズニー好き家族。
  - 父：嶋大輔
  - 母：早見優
  - 兄：藤本敏史（FUJIWARA）
  - 妹：白坂奈々

どうぶつ大好き家族
- 動物が好きな家族。
  - 父：照英
  - 母：麻木久仁子
  - 息子：長州小力
  - 娘：中島愛里

温泉家族
- 温泉好き家族。
  - 父：野々村真
  - 母：橋本志穂
  - 娘：相澤仁美

健康家族
- スポーツ好き家族。
  - 父：佐藤弘道
  - 母：松野明美
  - 息子：庄司智春（品川庄司）
  - 娘：黒沢かずこ（森三中）

クイズ家族
- クイズ好き家族。
  - 父：草野仁
  - 長男：星田英利[1]
  - 長女：さとう珠緒
  - 次女：安倍麻美（ギャルル）

## 番組コーナー

### ファミリー相性診断
ゲスト同士の相性を判定。5問の質問にYESかNOで答える。質問は一機がし、パソコン入力は森本が担当する。山田がパソコン入力するときもある。

### 家族のアルバム
ゲストの幼少期等の写真を紹介。

### ○○家の事件簿
ゲストの家で起こった事件・出来事を紹介。

### プレゼント交換
ゲストがお互い、プレゼント交換をする。プレゼントを持っていくのは、山田が主に担当。

### 我が家の味
ゲストが我が家の味を調理し、山田・中島・森本がアシスタントを務める。

### VTRコーナー（正式名称不明）
近所の家族という設定で、芸能人数名が即席ファミリーを結成してロケを行う。

### 一機のモノマネコーナー
一機がソファーに座っていて、毎週いろいろなモノマネをし、3兄弟にお笑いについて伝授する。

### ライブステージ
番組の終わり3分程度での、山田・中島・森本とジャニーズJr.によるライブ。また、このステージは平成家三兄弟の部活動となっている。
主にHey! Say! 7としての出演が多いが、場合によってはHey! Say! JUMPとして出演することもある。

## 番組内容
| 各話   | 放送日   | ゲスト                                             | ご近所家族                    | ライブステージ |
| ------ | -------- | -------------------------------------------------- | ----------------------------- | --- |
| 第1話  | 10月7日  | 加藤茶、加藤文代親子                               | 腹ペコ家族 セレブ家族         | 嵐メドレー 『We can make it!』『Love so sweet』『Happiness』 |
| 第2話  | 10月14日 | 斉木しげる、斉木洋子親子                           | ラーメン家族 節約家族         | タッキー&翼メドレー 『Crazy Rainbow』『SAMURAI』『×〜ダメ〜』 |
| 第3話  | 10月21日 | ビリー・ブランクス、シェリー親子＜前編＞           | 腹ペコ家族 外国人家族         | KAT-TUNメドレー 『SIGNAL』『Real Face』『喜びの歌』『絆』 |
| 第4話  | 11月4日  | ビリー・ブランクス、シェリー親子＜後編＞           | スイーツ家族 ラーメン家族     | NEWSメドレー 『星をめざして』『希望〜Yell〜』『TEPPEN』 |
| 第5話  | 11月11日 | 大仁田厚、母親                                     | 外国人家族 セレブ家族         | Hey! Say! JUMP『Ultra Music Power』 |
| 第6話  | 11月18日 | 秋川リサ、麻里也親子                               | 節約家族 アキバ家族           | Hey! Say! JUMP『Ultra Music Power』 |
| 第7話  | 11月25日 | リサ・ステッグマイヤー、ステッグマイヤー直美（母） | セレブ家族、外国人家族        | 近藤真彦メドレー 『情熱☆熱風せれなーで』『ギンギラギンにさりげなく』『ハイティーン・ブギ』 |
| 第8話  | 12月2日  | モンキッキー、山川恵里佳夫婦                       |                               | 少年隊メドレー 『仮面舞踏会』『デカメロン伝説』『君だけに』 |
| 第9話  | 12月9日  | ジャガー横田、木下博勝夫婦                         | 温泉家族                      | SMAPメドレー 『夜空ノムコウ』『ダイナマイト』『がんばりましょう』 |
| 第10話 | 12月16日 | 貴乃花親方、花田景子夫婦                           | ディズニー家族                | KinKi Kidsメドレー 『硝子の少年』『フラワー』『BRAND NEW SONG』 |
| 第11話 | 12月23日 | 中山麻理、中山麻聖親子                             | スイーツ家族 外国人家族       | Hey! Say! JUMPクリスマスメドレー 『Ultra Music Power』 |
| 第12話 | 1月13日  | 梅宮辰夫、クラウディア夫妻                         | ラーメン家族 アキバ家族       | 往年のジャニーズメドレー 『哀愁でいと』（田原俊彦）、『ブルドッグ』（フォーリーブス）、『ZOKKON 命』（シブがき隊）、『よろしく哀愁』（郷ひろみ）、『DAY BREAK』（男闘呼組）                             |
| 第13話 | 1月20日  | 神田うの、神田伸一郎、神田昇二郎兄弟               | どうぶつ大好き家族 外国人家族 | Hey! Say! JUMP『Ultra Music Power』 |
| 第14話 | 1月27日  | 北斗晶、佐々木健介夫妻                             | ラーメン家族 腹ペコ家族       | 総集編 |
| 第15話 | 2月3日   | 西川史子                                           |                               | 受験生応援ソングメドレー 『負けないで』（ZARD）、『ガッツだぜ』（ウルフルズ）、『サクラ咲ケ』（嵐） |
| 第16話 | 2月10日  | 原口あきまさ親子、加藤剛親子                       | スイーツ家族                  | 『港のヨーコヨコハマヨコスカ』『およげ!たいやきくん』『年下の男の子』（キャンディーズ） |
| 第17話 | 3月2日   | 北島三郎、水町レイコ親子                           | 外国人家族 温泉家族           | 2000年ヒットメドレー 『夏の王様』（KinKi Kids）、『SANRISE日本』（嵐）、『らいおんハート』（SMAP）、『Ultra Music Power』（Hey! Say! JUMP）                                                             |
| 第18話 | 3月9日   | スピードワゴン、フットボールアワー、ハリセンボン   |                               | 卒業メドレー 『世界に一つだけの花』（SMAP）、『青春アミーゴ』（修二と彰）、『Ultra Music Power』（Hey!Say!JUMP）                                                                                        |
| 第19話 | 3月16日  | 中尾彬、池波志乃夫妻                               | 腹ペコ家族 健康家族           | 2007年ヒットメドレー 『Ultra Music Power』（Hey! Say! JUMP）、『weeeek』（NEWS）、『HONEY BEAT』（V6）、『ズッコケ男道』（関ジャニ∞）、『Love so sweet』（嵐）                                          |
| 第20話 | 3月23日  | 島田洋七親子                                       |                               | 2002年ヒットメドレー 『Feel your breeze』（V6）、『花唄』（TOKIO）、『カナシミブルー』（KinKi Kids）、『PIKA☆NCHI』（嵐）                                                                               |
| 最終話 | 3月30日  |                                                    |                               | Hey! Say! JUMPメドレー 『Ultra Music Power』、『麗しのBad Girl』（中島裕翔）、『パフューム』（山田涼介）、『ス・リ・ル』（Hey! Say! BEST）、『ワンダーランド・トレイン』（Hey! Say! 7）、『心・技・体』 |

## スタッフ
- 総合演出：芦澤英祐
- プロデューサー：下田明宏
- チーフプロデューサー：安岡喜郎
- 制作著作：日テレ

## ネット局と放送時間
同時ネット局は『YOUたち!』と『いただきマッスル!』をセットでネットしていた局が多い。
| 放送対象地域 | 放送局                       | 系列           | 放送曜日及び放送時間 | 放送の遅れ |
| ------------ | ---------------------------- | -------------- | -------------------- | ---------- |
| 関東広域圏   | 日本テレビ（NTV） 〔制作局〕 | 日本テレビ系列 | 毎週日曜 11:45-13:25 | -          |
| 福島県       | 福島中央テレビ（FCT）        | 日本テレビ系列 | 毎週日曜 11:45-13:25 | -          |
| 新潟県       | テレビ新潟（TeNY）           | 日本テレビ系列 | 毎週日曜 11:45-13:25 | -          |
| 福岡県       | 福岡放送（FBS）              | 日本テレビ系列 | 毎週日曜 11:45-13:25 | -          |
| 長崎県       | 長崎国際テレビ（NIB）        | 日本テレビ系列 | 毎週日曜 11:45-13:25 | -          |
| 中京広域圏   | 中京テレビ（CTV）            | 日本テレビ系列 | 毎週木曜 24:59-26:39 | 18日遅れ   |